# Järvsödräkt

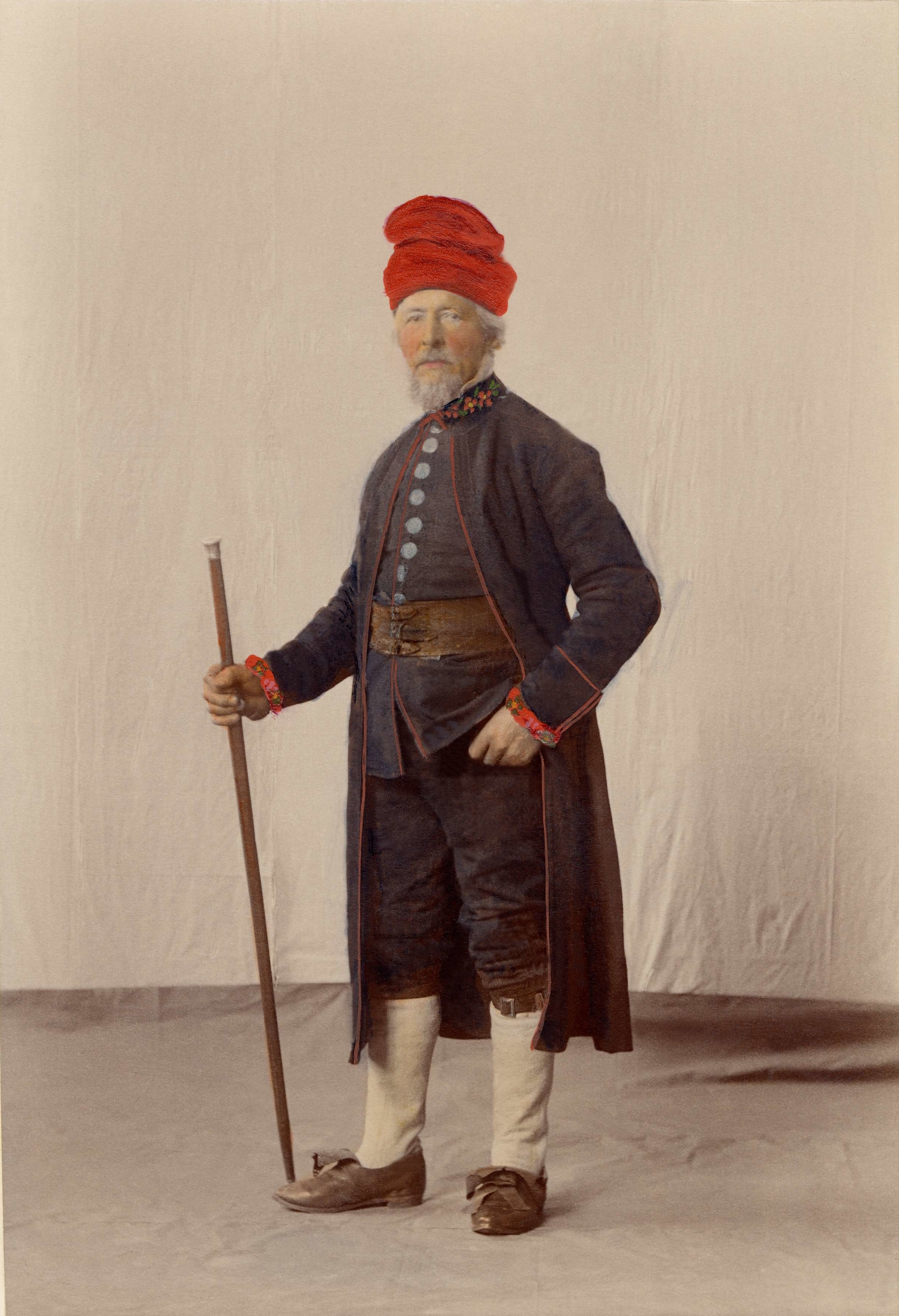
Man i helfigur klädd i kyrkdräkt från Järvsö socken, Hälsingland. Handkolorerat fotografi. Cirka år 1890-1910.

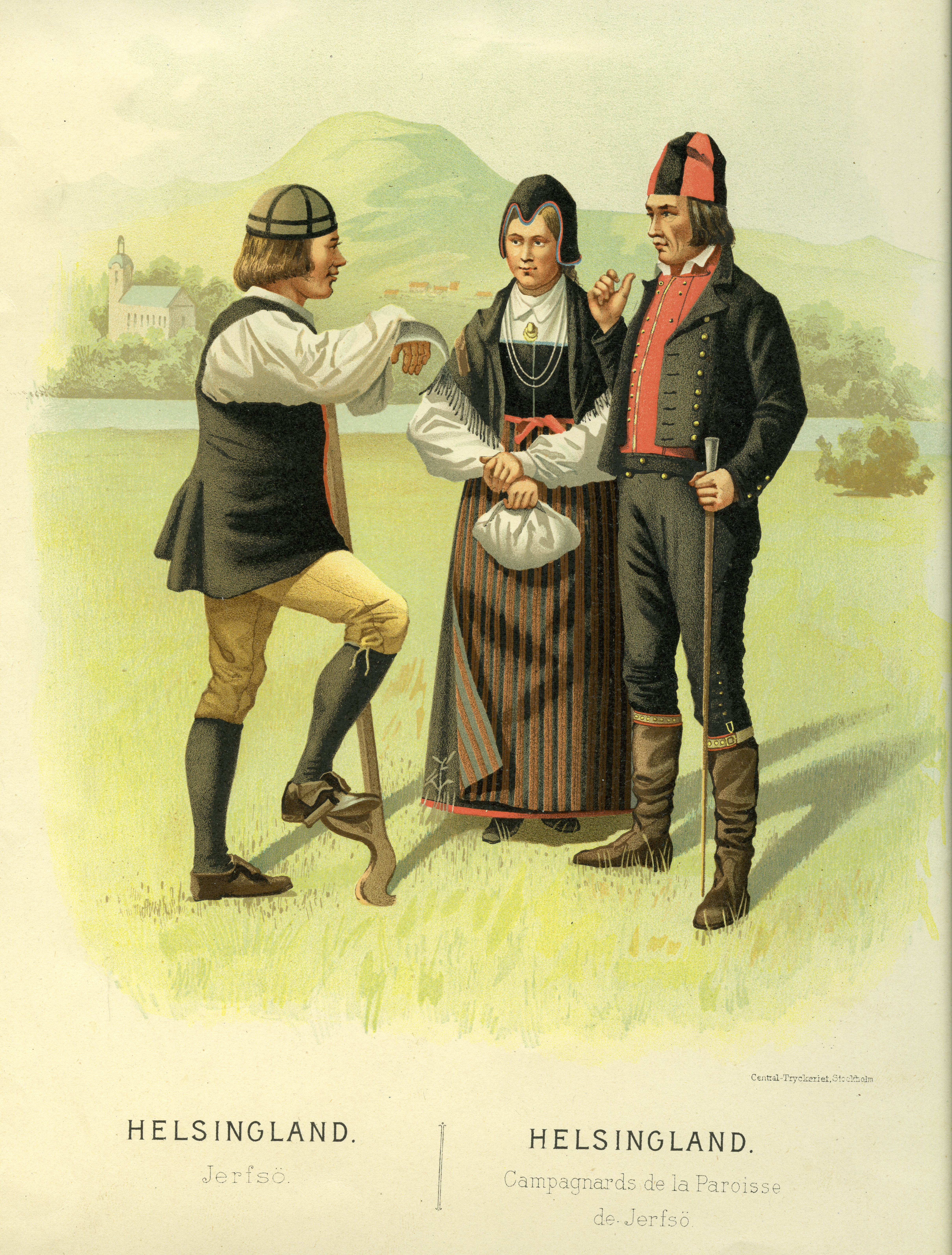
Folkdräkter Järvsö socken

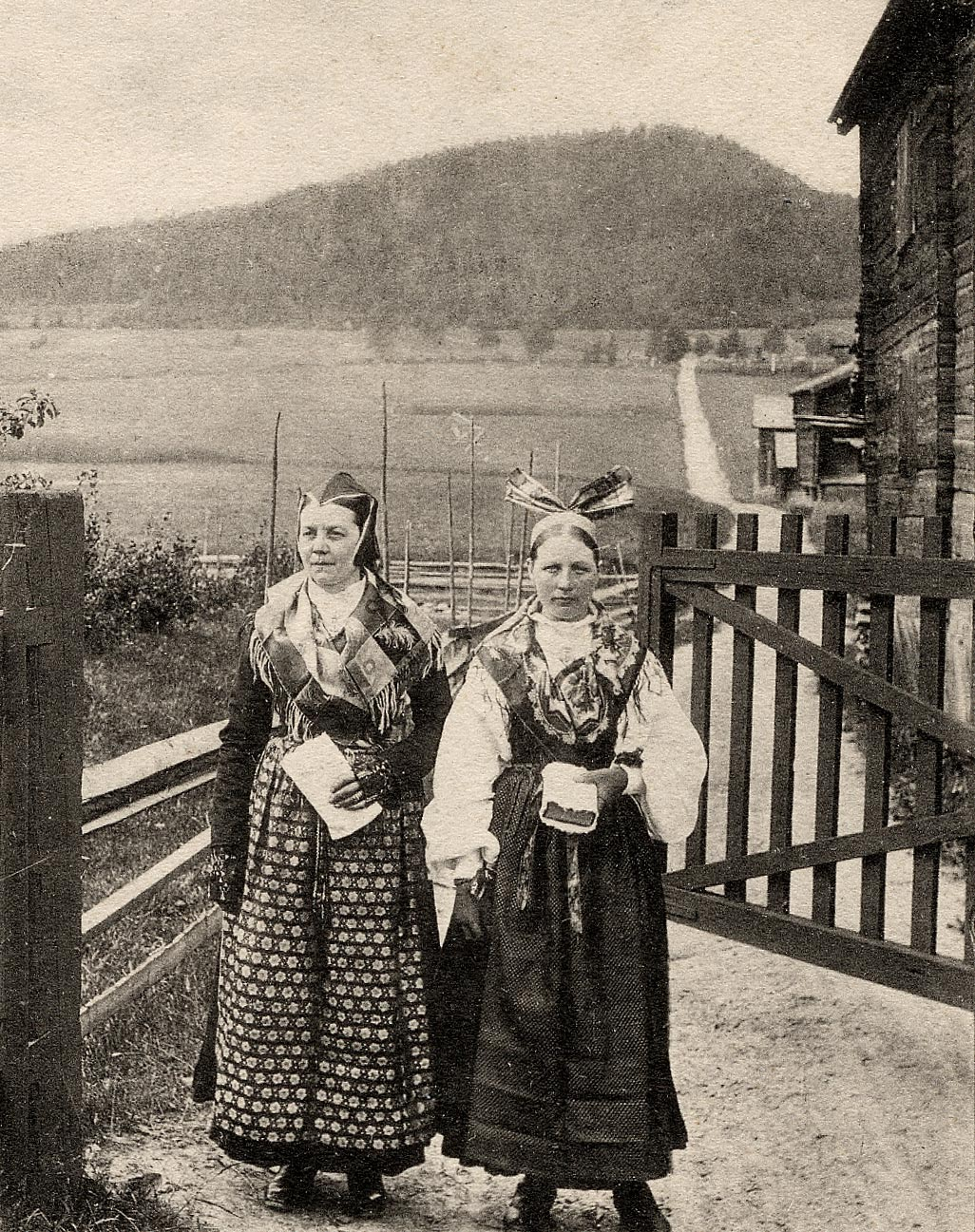
Folkdräkter från Järvsö omkring 1900.

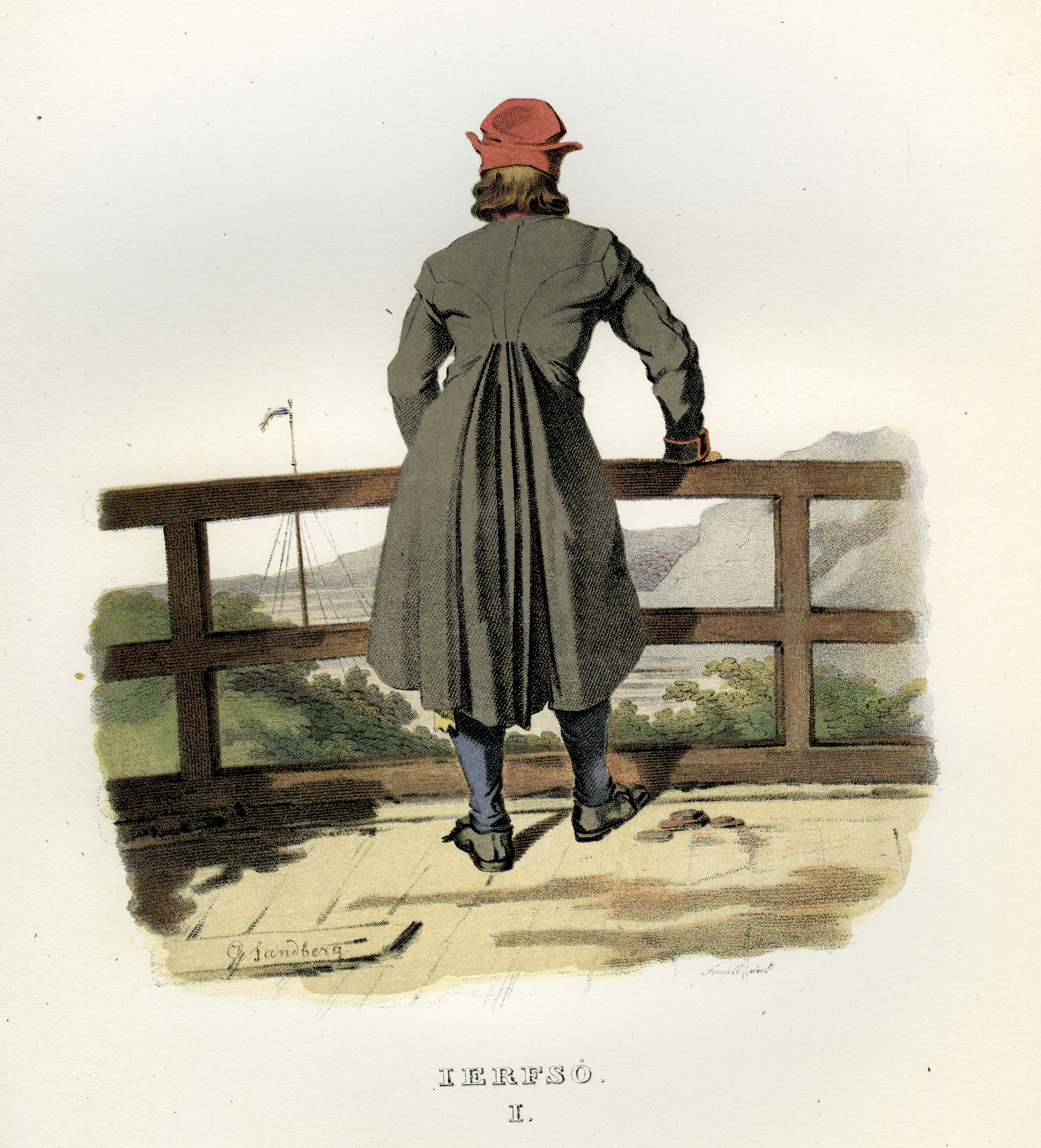
Sandberg, Ett år i Sverige (1864) Järvsö 1

Järvsödräkten är en folkdräkt (eller bygdedräkt) från Järvsö socken i Hälsingland.

## Kvinnodräkt
Kvinnodräkten gör sig mest bemärkt genom sin stora, svarta och egendomligt formade bindmössa av svart siden med nackrosett samt en blåfärgad smal linneremsa runt ansiktet. Denna för Järvsö typiska huvudbonad torde vara inspirerad av ett 1500-talsmode.
Delar som ingår:
- överdel - av fint linne med hög slät ståndkrage. De över skuldrorna nedfallande axelstyckena har ett prydligt plattsömsbroderi.
- livstycket - är av fint svart ylle med grön yllekant runt hals och bröstringning.
- kjol av svart fingeroffrad vadmal, nedtill förlängd med rött, grönt och vitt. Vid högtid bärs svart sidenförkläde som bärs till kyrkdräkt, vilket även brukas vid personlig sorg.
- halskläde - av präktigt mjukt siden
- smycke - ett för orten karakteristiskt förgyllt så kallat bågspänne bärs.
- kjolväska av svart ylle med påläggsornament av rött och grönt kläde inkantade med tenntråd, hake och låsbyglar av mässing med graverade ornament samt ägarinnans initialer.
- strumpor - röda slätstickande ullstrumpor, bruna spetsiga lågskor med överfallande plös samt hög insvängd klack.
- bindmössa - kvinnodräkten gör sig mest bemärkt genom sin stora, svarta och egendomligt formade bindmössa av svart siden med nackrosett samt en blå färgad smal linneremsa runt ansiktet. Denna för Järvsö typiska huvudbonad torde vara inspirerad av ett 1500-talsmode.
- ytterplagg - lång tröja av svart kläde, ett för socknen karakteristiskt plagg.

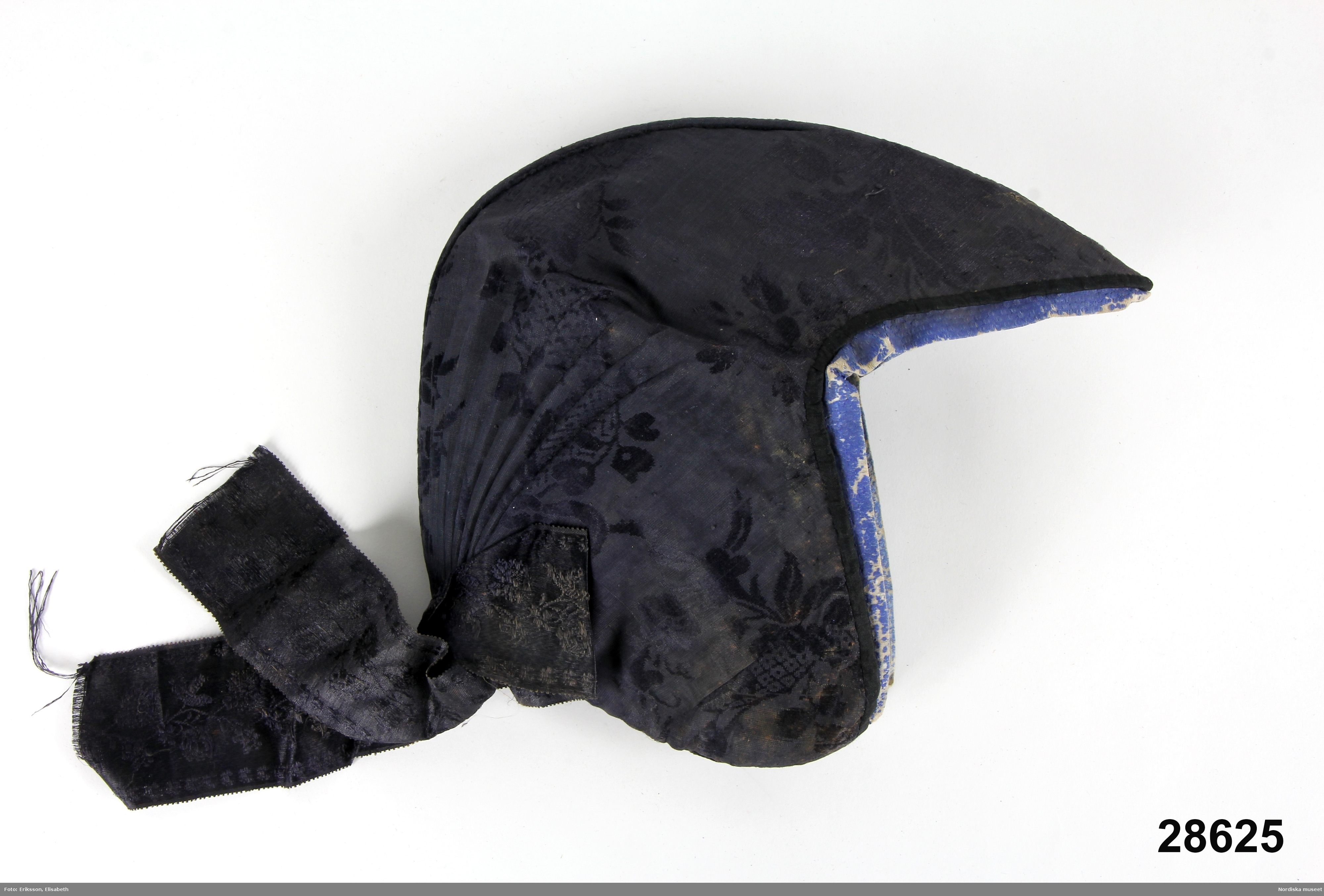
Bindmössa (Moarsmössa).
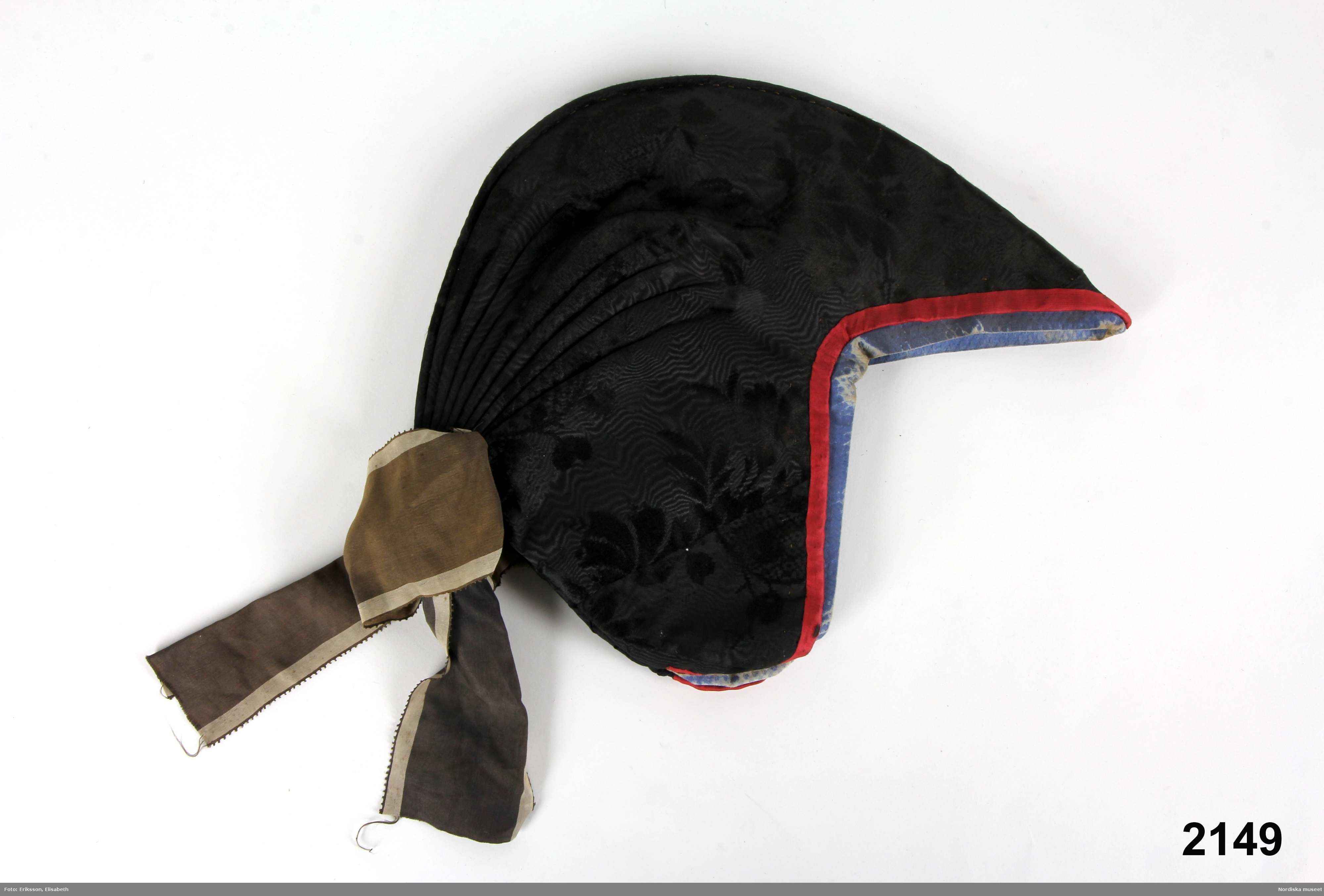
Bindmössa.
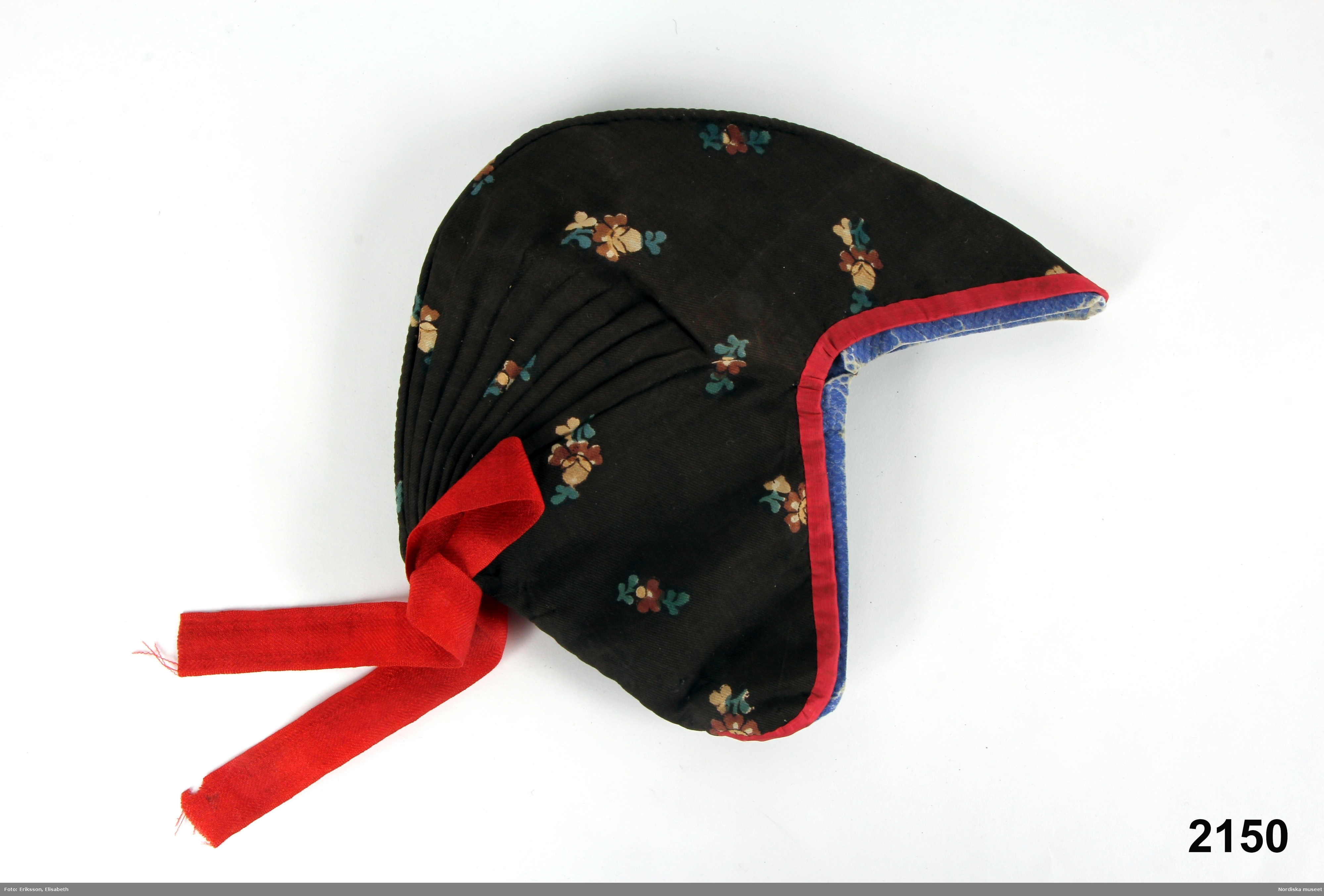
Bindmössa.

## Mansdräkt
Delar som ingår:
- röd toppmössa. Dessa var vanliga i flera trakter i Hälsingland, Jämtland och Härjedalen och kom i de flesta fall troligen via gränshandeln från Norge.[2]

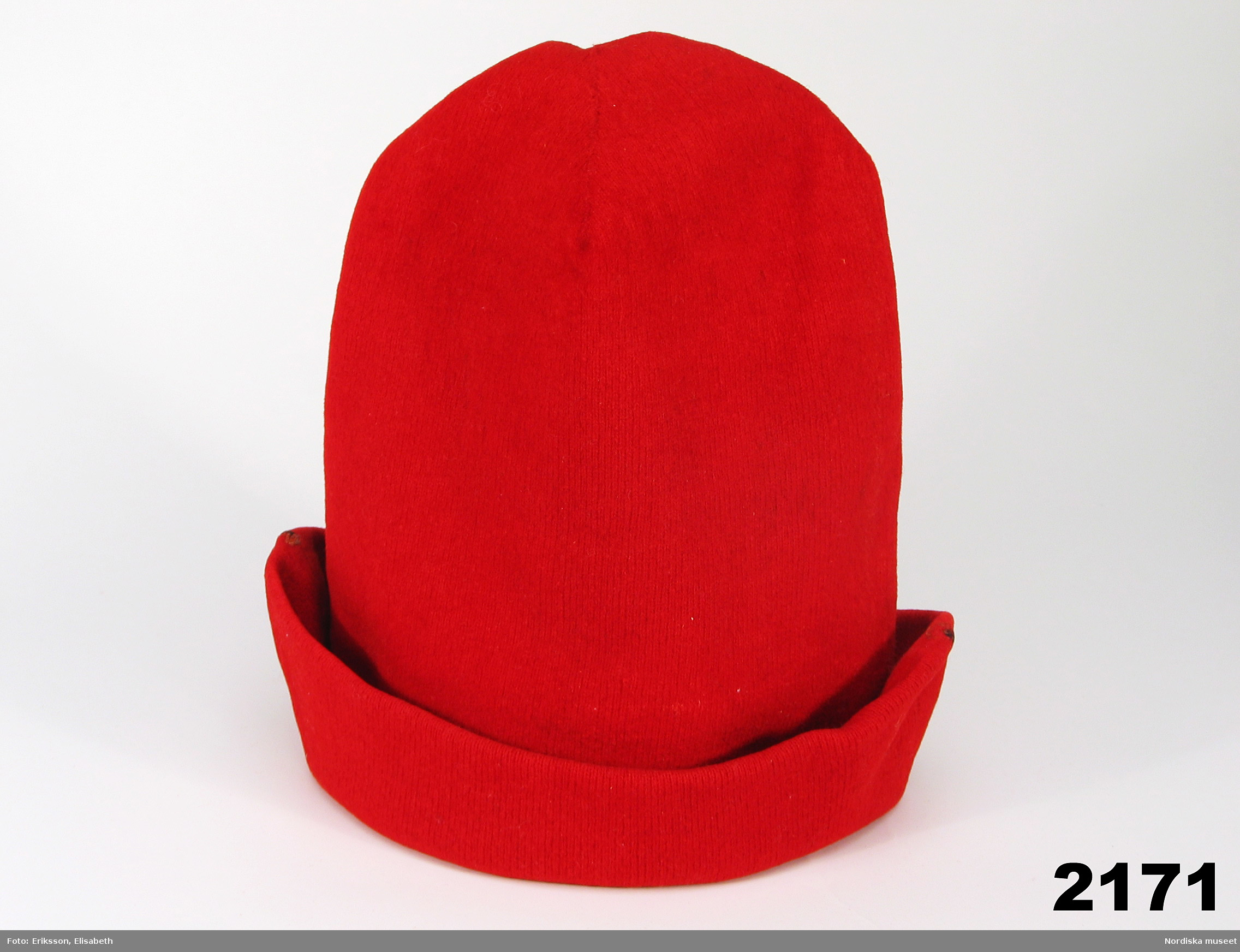
Röd toppmössa av tunt ullgarn i slätstickning med hoptagningar på kullen. Hör till ungkarlsdräkten i Järvsö.
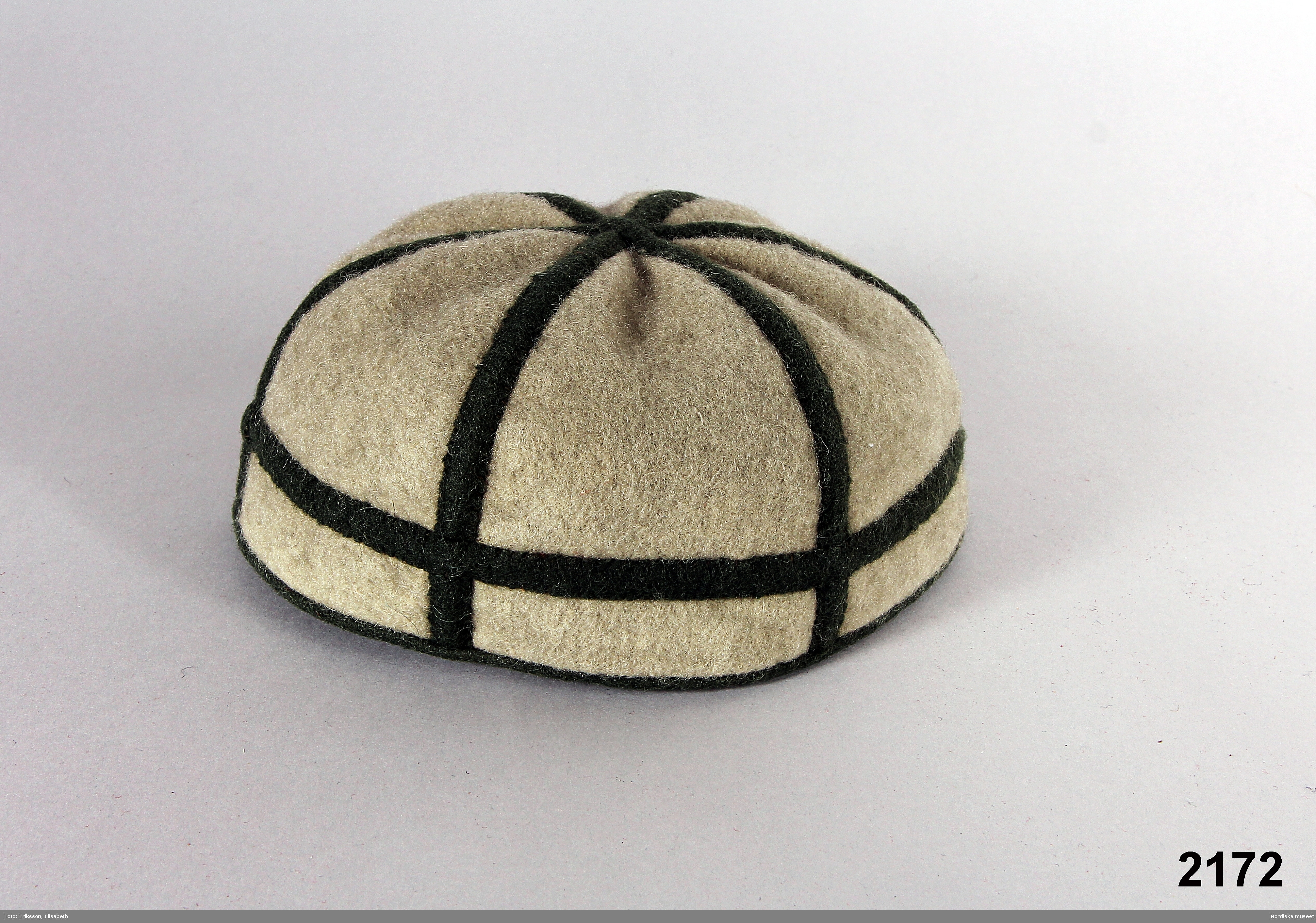
Mössa av svart och vit vadmal tillhörande ungkarlsdräkten.